# 존 크리스펄루시
마이클 존 크리스펄루시(영어: Michael John Kricfalusi, 1955년 9월 9일 ~ )는 캐나다의 애니메이션 감독이다. 